# Источна Франачка
Источна Франачка је било краљевство које је припало Лудвигу Немачком по Верденском споразуму из 843. године. Оно је било претходница Светог римског царства.
Подела на исток-запад, наметнута германско-латинским језичким расцепом, „постепено се учврстила у успостављању одвојених краљевстава“, при чему је Источна Франачка постала Краљевина Немачка, а Западна Франачка постала Краљевина Француска.

## Терминологија
Термин orientalis Francia првобитно се односио на Франконију, а orientales Franci на њене становнике, етничке Франке који живе источно од Рајне. Употреба израза у ширем смислу, за означавање источног краљевства, била је иновација двора Луја Немачког. Пошто би се источна Француска могла поистоветити са старом Аустразијом, франачким срцем, Лујев избор терминологије наговештава његове амбиције. За време његовог унука, Арнулфа од Корушке, терминологија је у великој мери избачена и краљевство, када се помиње по имену, било је једноставно Француска.
Када је било потребно, као у Бонском уговору (921) са Западним Францима, појавио се „источни“ квалификатор. Хенрик I себе у уговору назива rex Francorum orientalium, „краљ Источних Франка“. До 12. века, историчар Ото од Фрајзинга, користећи каролиншку терминологију, морао је да објасни да се „источно краљевство Франака“ (orientale Francorum regnum) „сада назива краљевством Немаца“ (regnum Teutonicorum).

## Историја
У августу 843. године, након три године грађанског рата и након смрти цара Луја Побожног 20. јуна 840. године, Верденски уговор су потписала његова три сина и наследници. Подела земаља је углавном била заснована на рекама Меза, Шелд, Сана и Рона. Док је најстарији син Лотар I задржао царску титулу и краљевство Средње Француске, Карло Ћелави је добио Западну Франачку, а Луј Немачки је добио источни део земаља у коме се углавном говорило немачки: Војводство Саксонија, Аустразија, Алеманија, Војводство Баварска и Корушки марш.
Савремени источнофранцуски Annales Fuldenses описује да је краљевство „подељено на три“ и да је Луј „приступио источном делу“. Западнофранкијски Annales Bertiniani описују обухват Лујевих земаља: „када је извршена подела, Луј је добио сву земљу иза реке Рајне, али са ове стране Рајне градове Шпајер, Вормс и Мајнц са њиховим грофовијама“. Краљевство Западне Француске припало је Лујевом млађем полубрату Карлу Ћелавом, а између њихових домена краљевство Средње Француске, које је укључивало Италију, дато је њиховом старијем брату, цару Лотару I.
Док је Источна Француска садржала око трећине традиционалне франачке унутрашњости Аустразије, остатак се углавном састојао од земаља припојених Франачком царству између петог и осмог века. То је укључивало војводства Аламанија, Баварска, Саксонија и Тирингија, као и северни и источни маршеви са Данцима и Словенима. Савремени хроничар Регино од Прума писао је да се „различити народи“ (diversae nationes populorum) Источне Француске, који углавном говоре германске и словенске језике, могу „разликовати једни од других по раси, обичајима, језику и законима“ (genere moribus lingua legibus).

## Краљевство
Регалије Каролиншког царства поделио је Луј Побожни на самртној постељи између своја два верна сина, Карла Ћелавог и Лотара. Луј Немачки, тада у побуни, није добио ништа од крунских драгуља или богослужбених књига повезаних са каролиншким краљевством. Тако су симболи и ритуали Источно Франачког краљевства створени почевши од нуле.
Од раног датума, краљевство Источне Франачке имало је формализованији појам краљевских избора него Западна Француска. Око 900. године за приватну аудијенцију написана је литургија (ордо) за крунисање краља, названа ранонемачки ордо. Она је захтевала од крунисатеља да пита „назначеног кнеза“ (princeps designatus) да ли је вољан да брани цркву и народ, а затим да се окрене и пита људе да ли су вољни да буду потчињени кнезу и да се повинују његовим законима. Овај последњи су тада узвикивали: „Fiat, fiat!” (Нека буде!), чин који је касније постао познат као „Признање”. Ово је најранији познати ордо за крунисање са признањем у себи, и касније је укључен у утицајни Pontificale Romano-Germanicum.
У јуну 888. корушки краљ Арнулф сазвао је сабор у Мајнцу. Присуствовала су три архиепископа источно-француског краљевства — Вилберт од Келна, Литберт од Мајнца и Ратбод од Трира — и западнофранцуски надбискупи Ремса (Фулк) и Руана (Јохан I) заједно са бискупима Бовеа и Нојона. Према Валтеру Улману, присуство Западних Франака било је због „јалове црквене мисли“ Истока, а савет је наставио да усваја западнофранкијске идеје о краљевској сакралности и миропомазању. Била је то „прва фаза у процесу асимилације две половине каролиншког наслеђа“. На другом црквеном савету у Требуру 895. године, прелати су декларисали да је Арнулф изабран од Бога, а не од људи, а Арнулф се заузврат заклео да ће бранити цркву и њене привилегије од свих њених непријатеља. Када је Арнулф умро 899. године, његов малолетни син Луј IV је крунисан, али не и миропомазан, и стављен под старатељство надбискупа Хата I од Мајнца. Лујево крунисање је било прво у немачкој историји. Када је Луј умро крајем септембра 911. године, војвода Конрад I, тада војвода од Франконије, изабран је да га замени 10. новембра и он је постао први немачки краљ који је примио миропомазање.

## Црква
Три основне услуге које су манастири могли да дугују суверену у франачким краљевствима биле су војна служба, годишња донација новца или рада и молитве за краљевску породицу и краљевство. Заједно, ово је било познато по техничком термину servitium regis („краљева служба“). Према доказима Notitia de servitio monasteriorum, списка манастира и услуга које су дуговали састављеног око 817. године, терет војне и новчане службе био је тежи у западној Француској него у источној Француској. Само четири манастира наведена као „иза Рајне“ (ultra Rhenum) су дуговала ове услуге: Лорш, Шутерн, Мондзе и Тегернзе.